# Ellis Waterhouse
Ellis Kirkham Waterhouse (Epsom, Surrey, 16 de febrero de 1905 - Oxford, 7 de septiembre de 1985) fue un historiador del arte británico especializado en la escuela inglesa de pintura el arte barroco romana. Profesor de la Universidad de Birmingham, conservador jefe de las Galerías Nacionales de Escocia, fue también director del Barber Institute of Fine Arts durante casi veinte años.

## Biografía
Hijo del arquitecto Percy Leslie Waterhouse, Ellis Waterhouse estudió en el Marlborough College, donde conoció a Anthony Blunt, con quien se hizo amigo de por vida. Después de graduarse en el New College de Oxford, Oxford, fue a la Universidad de Princeton, para estudiar con Frank Jewett Mather. Comenzó su carrera como conservador adjunto de la National Gallery de Londres, luego como bibliotecario de la British School en Roma, antes de ser nombrado profesor en el Magdalen College (Oxford). Redactor en jefe de The Burlington Magazine, Ellis K. Waterhouse fue profesor en la Universidad de Mánchester, y se convirtió en el conservador jefe de las Galerías Nacionales de Escocia de 1949 a 1952, titular de la Cátedra Slade de Bellas Artes en Oxford, y director del Barber Institute of Fine Arts, hasta su jubilación en 1970.

## Algunas obras importantes
- Baroque Painting in Rome: the Seventeenth Century. (London: Macmillan, 1937);
- Reynolds. (London) 1941;
- Titian's Diana and Actaeon. (Oxford University Press 1952);
- Painting in Britain, 1530–1790. (in series Pelican History of Art) (Baltimore: Penguin, then Yale University Press) 1953, rev. ed 1978; Michael Kitson contributed an introduction and brief sketch of Waterhouse's career to the 5th edition, 1994.
- Italian Baroque Painting. (London: Phaidon Press Ltd) 1962;
- Three Decades of British Art, 1740–1770 (The Jayne Lectures for 1964) (Philadelphia: American Philosophical Society) 1965;
- Roman Baroque Painting: a List of the Principal Painters and their Works In and Around Rome. (Oxford: Phaidon, 1976).
- Paintings from Venice for seventeenth century England: some records of a forgotten transaction, Italian Studies, vol vii (1952)